# 마이크 로리
조너선 마이클 로리 주니어(Jonathan Michael Loree Junior, 1984년 9월 14일 ~ )은 전  중화 직업봉구 대연맹 투수이다.

## 대만 프로야구 시절
라미고 몽키스에서 활동하였을 적에, 2012년 아시아 시리즈에서 삼성 라이온즈를 상대로 3안타만 허용하고 완봉승을 거두어 큰 주목을 받았다.

## 한국 프로야구 시절
2013년 KT 위즈에 입단하여 2014년 7월 23일 삼성 라이온즈를 상대로 7이닝 동안 10피안타에도 무사사구로 1실점만 기록하는 등 큰 활약을 보였으나, 2014 시즌 후 구단 자체의 테스트에서 충족시키지 못해 보류선수 명단에서 제외되었다.

## 대만 프로야구 복귀
이후 EDA 라이노스와 계약했다.